# Madagaszkári pálmarepülőkutya
A madagaszkári pálmarepülőkutya (Eidolon dupreanum) az emlősök (Mammalia) osztályába, azon belül a denevérek (Chiroptera) rendjébe és a nagy denevérek alrendjébe tartozó repülőkutyafélék (Pteropodidae) családjának egyik faja.
A magyar név forrással nincs megerősítve, lehet, hogy az angol név tükörfordítása (Madagascan Fruit Bat).

## Előfordulása
Madagaszkár szigetén megtalálható. Az erdők és a sivatagok az élőhelye.